# Kanton Marguerittes
Kanton Marguerittes is een kanton van het Franse departement Gard. Het kanton maakt deel uit van het arrondissement Nîmes.

## Gemeenten
Het kanton Marguerittes omvatte tot 2014 de volgende 8 gemeenten:
- Bezouce
- Cabrières
- Lédenon
- Manduel
- Marguerittes (hoofdplaats)
- Poulx
- Redessan
- Saint-Gervasy

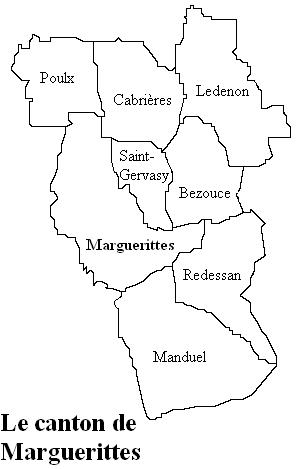
Ligging van gemeenten in het kanton tot 2014

Na de herindeling van de kantons, bij toepassing van het decreet van 24 februari 2014, met uitwerking op 22 maart 2015, omvat het kanton volgende 7 gemeenten :
- Bouillargues
- Caissargues
- Garons
- Manduel
- Marguerittes
- Poulx
- Rodilhan